# Siglo XXIX a. C.
El siglo XXIX antes de Cristo cubre el periodo entre el año 2900 a. C. hasta el 2801 a. C., ambos incluidos.

## Acontecimientos
- En Irak comienza el período dinástico arcaico temprano.
- Fecha en que los hinduistas consideran que se concibió el Rig-veda, en India. La mayoría de las teorías actuales lo ubican a mediados del II milenio a. C.
- 2900 a. C. (aprox.): comienza la construcción de la primera aldea conocida de América, que en el año 2627 a. C. (casi 300 años después de su fundación) crecerá dando lugar a la ciudad de Caral (182 km al norte de Lima, Perú), ciudad madre de la civilización más antigua de América, la Civilización Caral-Supe. Entre el año 2627 a. C. y 2100 a. C., esta civilización se desarrollará completamente, alcanzando su etapa de máximo esplendor.
- 2900 a. C. al 2800 a. C.: Fundación del pueblo de Mari, en Siria (de 1,9 km de diámetro).
- 2900 a. C. al 2750 a. C.: Dinastía arcaica I.
- 2900 a. C. al 2600 a. C.: A lo largo de estos tres siglos se realizaron las estatuas votivas del Templo Cuadrado, en Ešnunna (actual Tell Ashmar, Irak). Se mantuvieron conservadas en el Instituto Oriental de la Universidad de Chicago (situado en el Museo de Irak, en Bagdad, pero fueron destruidas en la Guerra de Irak.
- 2900 a. C. a 2334 a. C.: Periodo dinástico arcaico o presargónico en Irak.
  - Continúan las guerras mesopotámicas del período dinástico arcaico (entre el 2900 aprox. y el 2334 a. C.).
  - En Mesopotamia continúan las guerras de Dinástico temprano.
- 2890 a. C.: en Egipto: muere el faraón Qa'a. Con él termina la Primera Dinastía.
- Toma el poder el faraón Jetep Sejemuy y con él comienza la Segunda Dinastía.
- Primeras trazas de la invención del valor fonético correspondiente a signos de escritura, en los archivos de Uruk. Gradualmente desaparecen los ideogramas.
- Dumuzi, rey de Uruk, se convierte después de su muerte en protector de los rebaños, y también dios de la fertilidad y la vegetación.
- Liberación de Our-Nina, rey de Lagaš.
- En Irak se producen las vasijas pintadas (llamadas en inglés Scarlet ware), con motivos escarlata pintados sobre un fondo beis (Diyala, en las cercanías de Kiš).
- Desarrollo de la cultura de la planicie de Khabur en Irak.
- Se constituye el reino de Elam.
- 2874 a. C.: en Egipto comienza a utilizarse el calendario de 365 días, con meses lunares fijos de 30 días + 5 días epagomenal.
- 2861 a. C. al 2831 a. C.: Etana rey legendario de Irak (el mito dice que reinó 1500 o 635 años, después del diluvio universal.
- 2852 a. C.: nace Fu Hsi, legendario rey de China. (Fallece en el 2738 a. C.).
- 2850 a. C.: en China comienza el periodo de los Tres Augustos y los Cinco Emperadores.
- 2832 a. C.: según la mitología judía, año estimado del nacimiento de Matusalén.
- 2831 a. C. a 2791 a. C.: Balih, rey legendario de Irak, hijo de Etana.
- El faraón egipcio Seneferu (antes de la Tercera Dinastía) envía una expedición marítima en busca de los famosos bosques de cedro del Líbano.
- 2800 a. C.: en Biblos (Líbano) se construye el templo del dios Baalat Gubla.
- Aparecen las culturas de las cerámicas cordadas en el Norte de Europa.
- En Grecia se difunden las técnicas de fundición, especialmente en la zona noreste del mar Egeo. Empieza así la Edad de Bronce. (La etapa Bronce Antiguo II sucede desde el 2900 a. C. al 2300 a. C.)
- Primera ocupación de Micenas y de Troya.
- Los anatolios (provenientes de la actual Turquía) invaden la isla de Creta.
- Creta: uso del bronce, arquitectura, culto a la Diosa madre.